# Healer
Healer (hangeul : 힐러 ; RR : Hilleo) est une série télévisée sud-coréenne diffusée entre le 8 décembre 2014 et le 10 février 2015 sur KBS2 avec Ji Chang-wook, Park Min-young et Yoo Ji-tae,,,.

## Synopsis
Un incident ayant eu lieu il y a une vingtaine d'années et impliquant un groupe d'amis qui gèrent une station de radiodiffusion illégale réunit trois personnes différentes : un mercenaire doublé d'un combattant hors-pair, nom de code Healer joué par Ji Chang-wook, une journaliste pour un site web de presse people (Park Min-young) et un célèbre journaliste pour un grand quotidien (Yoo Ji-tae). En essayant de découvrir ce qu'il s'est passé en 1992, les trois doivent choisir entre la vérité et le destin.

## Distribution

### Acteurs principaux
- Ji Chang-wook : Seo Jung-hoo/Park Bong-soo/Healer
  - Park Si-jin : Seo Jung-hoo (jeune)
  - Choi Jung-hoo : Seo Jung-hoo (enfant)
- Park Min-young : Chae Young-shin/Oh Ji-an
  - Kim So-yeon : Chae Young-shin (jeune)
  - Ku Geon-min : Oh Ji-an (enfant)
- Yoo Ji-tae : Kim Moon-ho
  - Kim Seung-chan : Kim Moon-ho (jeune)

### Acteurs secondaires
- Kim Mi-kyung : Jo Min-ja, partenaire hackeuse de Seo Jung-hoo
- Oh Kwang-rok : Ki Young-jae, professeur de Seo Jung-hoo
  - Choi Dong-gu : Ki Young-jae (jeune)
- Taemi : Kang Dae-yong, collègue de Seo Jung-hoo
- Ji Il-joo : Seo Joon-seok, père de Seo Jung-hoo
- Lee Kyung-shim : mère de Seo Jung-hoo
  - Song Ji-in : mère de Seo Jung-hoo (jeune)
- Park Sang-myun : Chae Chi-soo, père adoptif de Chae Young-shin
- Woo Hyun : Chul-min
- Park Won-sang : Jang Byung-se
- Choi Seung-kyung : Yeo Gi-ja
- Park Sang-won : Kim Moon-sik
  - Son Seung-won : Kim Moon-sik (jeune)
- Do Ji-won : Choi Myung-hee, mère biologique de Chae Young-shin
  - Jung Hye-in : Choi Myung-hee (jeune)
- Woo Hee-jin : Kang Min-jae, supérieure de Kim Moon-ho
- Jang Sung-beom : Lee Jong-soo, assistant de Kim Moon-ho
- Park Sang-wook : Bae Sang-soo, chef de PSS
- Jo Han-chul : Yoon Dong-won, détective et ancien assistant de Jo Min-ja
- Oh Jong-hyuk : Oh Gil-han, père biologique de Chae Young-shin
- Jung Gyu-soo : Oh Tae-won, secrétaire de Kim Moon-sik
- Kim Ri-na : Joo Yeon-hee, ancienne actrice
- Choi Jong-won : Park Jung-dae, l'ancien

## Diffusion
- KBS2 (2014-2015)
- KBS World
- GTV
- Drama Channel
- Viva
- GMA Network

## Réception
| Nombre d'épisodes | Date de diffusion | Titre de l'épisode               | Part d'audience moyenne | Part d'audience moyenne     | Part d'audience moyenne | Part d'audience moyenne     |
| Nombre d'épisodes | Date de diffusion | Titre de l'épisode               | TNmS Ratings            | TNmS Ratings                | AGB Nielsen             | AGB Nielsen                 |
| Nombre d'épisodes | Date de diffusion | Titre de l'épisode               | Tout le pays            | Région de la capitale Séoul | Tout le pays            | Région de la capitale Séoul |
| ----------------- | ----------------- | -------------------------------- | ----------------------- | --------------------------- | ----------------------- | --------------------------- |
| 1                 | 8 décembre 2014   | J'ai un rêve                     | 6,9 %                   | 7,5 %                       | 7,8 %                   | 8,3 %                       |
| 2                 | 9 décembre 2014   | Le destin continue               | 7,6 %                   | 8,8 %                       | 7,9 %                   | 8,4 %                       |
| 3                 | 15 décembre 2014  | Le premier baiser ce jour-là     | 5.7%                    | 6.3%                        | 7.2%                    | 7.6%                        |
| 4                 | 16 décembre 2014  | Parce que je suis à côté de vous | 5,9 %                   | 6,4 %                       | 7,4 %                   | 8,0 %                       |
| 5                 | 22 décembre 2014  | Signification de vous            | 7,0 %                   | 7,4 %                       | 8,8 %                   | 9,8 %                       |
| 6                 | 23 décembre 2014  | Commencer                        | 7,1 %                   | 7,6 %                       | 7,7 %                   | 8,0 %                       |
| 7                 | 29 décembre 2014  | Nous, sous le coucher du soleil  | 6,9 %                   | 7,8 %                       | 7,8 %                   | 8,9 %                       |
| 8                 | 30 décembre 2014  | Ne peut pas être oublié          | 8,4 %                   | 9,4 %                       | 8,6 %                   | 9,2 %                       |
| 9                 | 5 janvier 2015    | Je compte sur toi                | 7,6 %                   | 7,8 %                       | 8,2 %                   | 8,9 %                       |
| 10                | 6 janvier 2015    | Ne peut-il être moi?             | 8,2 %                   | 9,5 %                       | 9,2 %                   | 10,0 %                      |
| 11                | 12 janvier 2015   | Dans l'obscurité                 | 7,4 %                   | 8,8 %                       | 9,4 %                   | 10,8 %                      |
| 12                | 13 janvier 2015   | Je ne sais pas comment échapper  | 8,7 %                   | 10,1 %                      | 9,1 %                   | 9,8 %                       |
| 13                | 19 janvier 2015   | J'attends                        | 9,0 %                   | 9,7 %                       | 10.3%                   | 11.3%                       |
| 14                | 20 janvier 2015   | Il va bien même si tu pleures    | 9.4%                    | 10.6%                       | 9,7 %                   | 10,4 %                      |
| 15                | 26 janvier 2015   | Je me souviens                   | 7,7 %                   | 8,2 %                       | 8,7 %                   | 9,2 %                       |
| 16                | 27 janvier 2015   | Pour vous encore                 | 8,5 %                   | 9,6 %                       | 8,9 %                   | 9,2 %                       |
| 17                | 2 février 2015    | Voulez-vous me répondre?         | 7,1 %                   | 7,7 %                       | 8,5 %                   | 9,3 %                       |
| 18                | 3 février 2015    | Tout comme les autres            | 7,3 %                   | 8,4 %                       | 9,1 %                   | 9,6 %                       |
| 19                | 9 février 2015    | Je te protégerai                 | 6,9 %                   | 7,8 %                       | 7,9 %                   | 7,7 %                       |
| 20                | 10 février 2015   | Au revoir, Healer!               | 8,1 %                   | 8,6 %                       | 9,0 %                   | 9,1 %                       |
| Moyenne           | Moyenne           | Moyenne                          | 7,6 %                   | 8,4 %                       | 8,6 %                   | 9,2 %                       |

## Bande-originale
| No  | Titre                              | Artistes               | Durée |
| --- | ---------------------------------- | ---------------------- | ----- |
| 1.  | 힐러 (Healer)                      | Artistes variés        | 2:36  |
| 2.  | Eternal Love                       | Michael Learns to Rock | 4:16  |
| 3.  | When You Hold Me Tight             | Yael Meyer             | 3:12  |
| 4.  | 눈이 하는 말 (What the Eyes Say)   | Tei                    | 3:36  |
| 5.  | You                                | Ben                    | 3:46  |
| 6.  | 그대 때문에 (Because of You)       | JUST                   | 4:09  |
| 7.  | 지켜줄게 (I Will Protect You)      | Ji Chang-wook          | 4:10  |
| 8.  | 침묵 (Silence)                     | Artistes variés        | 2:40  |
| 9.  | Love and Pain                      | Artistes variés        | 3:30  |
| 10. | 코드명 힐러 (Code Name: Healer)    | Artistes variés        | 2:16  |
| 11. | 멋있다 힐러 (Super Healer)         | Artistes variés        | 2:09  |
| 12. | 김문호 기자 (Reporter Kim Moon-ho) | Artistes variés        | 2:32  |
| 13. | 지나간다 (Pass On By)              | Artistes variés        | 3:15  |
| 14. | 세상을 품다 (Embrace the World)    | Artistes variés        | 3:59  |
| 15. | 정후사랑 (Jung-hoo's Love Theme)   | Artistes variés        | 3:18  |
| 16. | To Battle                          | Artistes variés        | 2:37  |
| 17. | 영신이의 꿈 (Young-shin's Dream)   | Artistes variés        | 2:35  |
| 18. | You Love Me                        | Artistes variés        | 2:08  |
| 19. | 아픔의 흔적 (A Trace of Pain)      | Artistes variés        | 2:58  |
| 20. | 해킹루트 (Hacking Route)           | Artistes variés        | 1:43  |
| 21. | Healing Me                         | Artistes variés        | 3:18  |
| 22. | Trouble                            | Artistes variés        | 3:11  |
| 23. | 그들의 운명 (Their Fate)           | Artistes variés        | 3:05  |
| 24. | 영원한 기억 (Eternal Memory)       | Artistes variés        | 2:53  |

## Prix et nominations
| Année | Prix             | Catégorie                                                         | Destinataire                     | Résultat   |
| ----- | ---------------- | ----------------------------------------------------------------- | -------------------------------- | ---------- |
| 2014  | KBS Drama Awards | Prix d'excellence, acteur dans une série télévisée à mi-longueur  | Ji Chang-wook                    | Nomination |
| 2014  | KBS Drama Awards | Prix d'excellence, acteur dans une série télévisée à mi-longueur  | Yoo Ji-tae                       | Nomination |
| 2014  | KBS Drama Awards | Prix d'excellence, actrice dans une série télévisée à mi-longueur | Park Min-young                   | Lauréat    |
| 2014  | KBS Drama Awards | Prix de popularité, l'acteur                                      | Ji Chang-wook                    | Lauréat    |
| 2014  | KBS Drama Awards | Meilleur couple                                                   | Ji Chang-wook and Park Min-young | Lauréat    |
| 2015  | APAN Star Awards | Prix d'excellence, acteur dans une mini-série                     | Ji Chang-wook                    | Nomination |
| 2015  | APAN Star Awards | Meilleure actrice dans un second rôle                             | Do Ji-won                        | Nomination |